# Kolima (reka)
Kolima (rusko Колыма, IPA: [kəlɨˈma]; jakutsko Халыма, latinizirano: Xalıma) je reka v severovzhodni Sibiriji, katere porečje pokriva dele republike Jakutija, avtonomnega okrožja Čukotka in Magadanske oblasti v Rusiji.
Kolima je zamrznjena do globine več metrov približno 250 dni na leto, ledu pa se osvobodi šele v začetku junija, vse do oktobra.

## Potek
Kolima izvira na sotočju rek Kulu in Ajan-Jurjah (Kolima je naravno nadaljevanje Ajan-Jurjaha). Sotočje se zgodi v Ohotsko-Kolimskem višavju (Охотско-Колымское нагорье), ki leži znotraj porečja, ki ločuje porečje Kolime in porečja rek, ki se izlivajo v Ohotsko morje. Kolima v zgornjem toku teče čez Zgornje Kolimsko višavje približno proti jugu. Ko zapusti gorata območja, teče približno proti severu čez Kolimsko nižavje, prostrano ravnino, posejano s tisoči jezer, ki je del večjega Vzhodnosibirskega nižavja. Reka se izliva v Kolimski zaliv Vzhodnosibirskega morja, del Arktičnega oceana.
Kolima je dolga 2129 kilometrov. Površina njenega porečja je 647.000 kvadratnih kilometrov. Povprečni pretok pri Kolimskoje je 3254 m3/s, najvišji pretok 26.201 m3/s je bil zabeležen junija 1985, najnižji pa 30,6 m3/s aprila 1979.

### Pritoki
Glavni pritoki Kolime so, od izvira do ustja:
- Ajan-Jurjah (left)
- Kulu (desni)
- Tenka (desni)
- Bujunda (desni)
- Bahapča (desni)
- Sejmčan (levi)
- Baligičan (desni)
- Sugoy (desni)
- Korkodon (desni)
  - Bulun
- Popovka (levi)
- Jasačnaja (levi)
- Zirjanka (levi)
- Debin (levi)
- Taskan (levi)
- Ožogina (levi)
- Sededema (levi)
- Berjozovka (desni)
- Omolon (desni)
  - Oloj
- Anjuj (desni)
  - Bolšoj Anjuj
  - Mali Anjuj

| Zemljevid porečja reke Kolima |

### Otoki
Na zadnjem 75-kilometrskem odseku se Kolima razdeli na dva velika kraka. Ob ustju Kolime, preden se izliva v Vzhodnosibirsko morje, je veliko otokov. Glavni so:
- Mihalkino 69°24′58″N 161°15′18″E / 69.416°N 161.255°E je največji otok, ki leži zahodno od vzhodnega kraka Kolime. Ta otok se na svojem severnem koncu razdeli na manjše otoke. Dolg je 24 kilometrov in širok 6 kilometrov. Mihalkino je znan tudi kot otok Glavsevmorput po glavnem direktoratu Severne morske poti.
- Suharnij ali Suhornij je 3 kilometre od severovzhodne obale Mihalkina. Dolg je 11 kilometrov in širok približno 5 kilometrov. Severovzhodno od Sukhornega leži skupina majhnih otokov, znanih kot Morski Sotski otoki.
- Pjat Palcev leži 5 kilometrov jugovzhodno od južnega konca Suhornega. Dolg je 5 kilometrov in ima največjo širino 1,8 kilometra.
- Nazarovski otok 69.533°N 161.086°E leži na zahodni strani zahodnega kraka Kolime, Prot. Pohodskaja Kolima, na območju, kjer je veliko majhnih otokov. Dolg je 4,5 kilometra in širok 1,3 kilometra.
- Štormovoi otok 69°39′58″N 161°01′52″E / 69.666°N 161.031°E leži od odprtega morja, približno 10 kilometrov severno od Nazarovskega otoka. Štormovoi je najsevernejši otok ob ustju Kolime. Dolg je 4,3 kilometra in širok 1,5 kilometra.

## Zgodovina
Leta 1640 se je Dimitrij Zirjan (imenovan tudi Jarilo ali Jerilo) po kopnem odpravil do Indigirke. Leta 1641 je odplul po Indigirki, nato pa proti vzhodu in navzgor po Alazeji. Tu so slišali za Kolimo in prvič srečali Čukče. Leta 1643 se je vrnil v Indigirko, poslal svoj jasak (davek) v Jakutsk in se vrnil v Alazejo. Leta 1645 se je vrnil na Leno, kjer je srečal skupino ljudi in izvedel, da je bil imenovan za prikazčika (upravitelja zemljišč) Kolime. Vrnil se je na vzhod in umrl v začetku leta 1646. Pozimi 1641–42 se je Mihail Staduhin v spremstvu Semjona Dežnjeva odpravil po kopnem do zgornje Indigirke. Tam je preživel naslednjo zimo, zgradil čolne in odplul po Indigirki in proti vzhodu do Alazeje, kjer je srečal Zirjana. Zirjan in Dežnjov sta ostala pri Alazeji, medtem ko se je Staduhin odpravil proti vzhodu in poleti 1644 dosegel Kolimo. Zgradila sta zimovje (zimsko kočo), verjetno v Srednekolimsku in se konec leta 1645 vrnila v Jakutsk.
V letih 1892–94 je baron Eduard Von Toll v imenu Ruske akademije znanosti izvajal geološke raziskave v porečju Kolime (med drugimi daljnovzhodnimi sibirskimi rekami) (Barr, 1980). V enem letu in dveh dneh je odprava prevozila 25.000 kilometrov, od tega 4200 kilometrov po rekah navzgor, pri čemer je na poti izvajala geodetske raziskave.
Kolima je znana po delovnih taboriščih Gulag in rudarjenju zlata, kar je bilo od odprtja sovjetskih arhivov iz časa Stalina obsežno dokumentirano. Reka je dala naslov slavni antologiji o življenju v gulagih Varlama Šalamova, Kolimske zgodbe.
Po zaprtju taborišč so se državne subvencije, lokalna industrija in komunikacija skoraj povsem ustavile. Mnogi ljudje so se preselili, tisti, ki so ostali na tem območju, pa se preživljajo z ribolovom in lovom. V majhnih ribiških naseljih so ribe včasih shranjene v jamah, izklesanih iz permafrosta. Zadnji Američani, ki so obiskali Kolimo v sovjetskem obdobju, pred perestrojko, so bili posadka jadrnice Nanuk avgusta 1929, katere obisk je posnela 18-letna hči lastnika Nanuka, Marion Swenson. Prva dva Američana, ki sta obiskala Kolimo po obisku Nanuka, sta bila pisatelj Wallace Kaufman in novinarka Rebecca Clay, ki sta avgusta 1991 s kuterjem potovala iz Zirjanke do Zelenega rta. Kaufman in njegova hči Sylvan ter računovodkinja Letty Collins Magdanz so avgusta 1992 prav tako prepotovali del Kolime, prvi ameriški obiskovalci po razpadu Sovjetske zveze. Obe potovanji je organiziral Severovzhodni znanstveni in industrijski center: Ekocenter, da bi preizkusili ekoturistično pot, ki se je izkazala za nepraktično. Februarja 2012 je Zbornik Nacionalne akademije znanosti poročal, da so znanstveniki vzgojili rastline iz 30.000 let starega ploda Silene stenophylla, ki je bil shranjen v veveričjih rovih blizu bregov reke Kolime in ohranjen v permafrostu.

## Naselja
Naselja ob reki Kolimi so (navedena dolvodno) Sinegorje, Debin, Ust-Srednekan, Sejmčan, Zirjanka, Srednekolimsk in Čerski.

## Gradnje
Hidroelektrarna Kolima je hidroelektrarna v Sinegorju, dolvodno od akumulacijskega jezera Kolima v zgornjem delu reke. Elektrarno je v 1980-ih začelo graditi podjetje Kolima Gestroi, tako elektrarna kot mesto Sinegorje pa sta bila zgrajena pod nadzorom glavnega inženirja Olega Kogadovskega. Mesto je vključevalo olimpijski bazen, podzemno strelišče in številne ugodnosti, ki jih v večini drugih majhnih ruskih mest ni. Kogadovski je dejal, da mora biti mesto izjemno, da bi pritegnilo in zaposlilo dobre talente na tako oddaljenem kraju. Jez zagotavlja večino električne energije regiji, vključno z Magadansko. Jez Kolima je zemeljski jez, visok približno 45 metrov. Cevi za kroženje zraka prenašajo leden zimski zrak v jedro jezu, kjer zamrznjena zemlja stabilizira strukturo. Podjetje Kolima Ges. je sporočilo, da je to največji jez, kar jih je bilo kdaj zgrajenih na območju permafrosta. Leta 1992 so v Ust-Srednekanu gradili novo hidroelektrarno, hidroelektrarno Ust-Srednekan. Macesnovi gozdovi, ki so jih posekali za akumulacijsko jezero, so bili pozimi posekani, ko so bila debla zamrznjena in so se zlahka zlomila. Les so prodajali za celulozo.
Čez reko je le nekaj mostov, med drugim pri Ust-Srednekanu, pri Sinegorjeju in pri Debinu (skozi katerega poteka cesta R504 Kolima, dolga 2031 km; povezuje Magadan z mestom Nižni Bestjak, ki leži na vzhodnem bregu reke Lene, nasproti Jakutska. Pri Nižnjem Bestjahu se Kolimska cesta poveže z Lensko cesto.).